# Mohamed Samandi
Mohamed Samandi, né le 13 août 1986 à Tunis, est un escrimeur tunisien. Aux Jeux olympiques de 2012, il concourt dans l'épreuve individuelle du fleuret mais est battu au second tour. Il est le frère jumeau de Hichem Samandi et le frère de Sondes Samandi.

## Carrière
Samandi apprend l'escrime à l'âge de dix ans. Il est médaillé de bronze aux championnats d'Afrique 2004. En 2005, il est le premier Africain à remporter une étape de la coupe du monde junior à Viana do Castelo au Portugal. Il remporte la médaille d'or individuelle et par équipes aux Jeux africains de 2007.
Il est membre du club d'escrime de Bourg-la-Reine, dans la banlieue de Paris. En son sein, il remporte une médaille de bronze aux championnats de France par équipes.
Samandi est qualifié pour les Jeux olympiques de 2008 par le biais de ses résultats lors du tournoi qualificatif (zone Afrique) qui se tient à Casablanca mais ne peut participer à la compétition en raison d'un manque de fonds. Il est médaillé d'argent en fleuret par équipes et en épée par équipes aux championnats d'Afrique 2009 à Dakar.
Il est médaillé d'argent aux championnats d'Afrique 2010. Aux championnats d'Afrique 2011, il est médaillé d'argent en épée individuelle et par équipes. Il se qualifie à nouveau pour les Jeux olympiques de 2012 comme meilleur Africain au fleuret masculin. Au cours du premier tour, il bat le Britannique Husayn Rosowsky (15-8), mais s'incline (7-15) face au numéro un de la discipline, Andrea Cassarà. Il est médaillé d'argent en fleuret par équipes aux championnats d'Afrique 2012, 2013 et 2014.
Il est médaillé d'argent en fleuret par équipes et médaillé de bronze en fleuret individuel aux championnats d'Afrique 2015 au Caire et aux championnats d'Afrique 2016 à Alger. Aux championnats d'Afrique 2017 au Caire, il obtient deux médailles d'argent, en fleuret individuel et par équipes. Il est médaillé d'argent en fleuret par équipes aux championnats d'Afrique 2018 à Tunis. Il est médaillé d'argent en fleuret par équipes et médaillé de bronze en fleuret individuel aux championnats d'Afrique 2019 à Bamako ainsi qu'aux Jeux africains de 2019.
Il participe aux Jeux olympiques de 2020 à Tokyo.